# Maati Bouabid
Maati Bouabid (ar. المعطي بوعبيد; ur. 11 listopada 1927 w Casablance, zm. 1 listopada 1996 w Rabacie) – polityk marokański, premier w latach 1979–1983.
Ukończył studia z prawa na Uniwersytecie w Bordeaux, a także studia podyplomowe z prawa prywatnego. Po powrocie do kraju działał jako adwokat w Casablance, przewodnicząc lokalnej palestrze i związkowi zawodowemu prawników. Od 1957 był prokuratorem generalnym przy sądzie apelacyjnym w Tangerze.
Był ministrem w rządzie Abdallaha Ibrahima (1958–1960). W 1960 był współzałożycielem rządowej unii związków zawodowych. W latach 60. był burmistrzem Casablanki. Od 10 października 1977 do 5 października 1981 piastował także funkcję ministra sprawiedliwości, obejmując stanowisko premiera. W 1983 został współzałożycielem rojalistycznej, liberalno-konserwatywnej partii Związek Konstytucyjny, którą kierował do śmierci. Od 1983 do 1985 zasiadał w rządzie Mohammeda Karima Lamraniego jako minister stanu. Zmarł w 1996 na zawał serca. Miał 69 lat.